# (136120) 2003 LG7
(136120) 2003 LG7, também escrito como 2003 LG7, é um objeto transnetuniano que está localizado no cinturão de Kuiper, uma região do Sistema Solar. Este corpo celeste é classificado como um threetino, pois, o mesmo está em uma ressonância orbital de 1:3 com Netuno, o que significa que, para cada uma órbita que o mesmo faz, Netuno completa três. Ele possui uma magnitude absoluta de 7,9 e tem um diâmetro estimado de cerca de 116 km.

## Descoberta
(136120) 2003 LG7 foi descoberto no dia 1 de junho de 2003 pelo astrônomo Marc W. Buie.

## Órbita

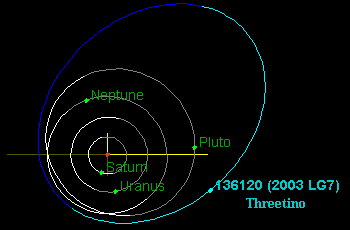
A órbita alongada de em comparação com Plutão e Netuno.

A órbita de (136120) 2003 LG7 tem uma excentricidade de 0,483 e possui um semieixo maior de 62,662 UA. O seu periélio leva o mesmo a uma distância de 32,410 UA em relação ao Sol e seu afélio a 92,914 UA.